# John de Mol
Johannes Hendrikus Hubert De Mol, Jr. (L'Aia, 24 aprile 1955), è un imprenditore, produttore televisivo e autore televisivo olandese.
Fondatore della società di produzione internazionale Joop van den Ende TV-Producties, poi rinominata Endemol e del canale olandese Tien, De Mol è l'ideatore della maggior parte dei format e reality show esportati in tutto il mondo. Fra i format che ha creato vi sono Big Brother, 1 contro 100, Dance Dance Dance e The Voice.
Secondo la rivista Forbes, De Mol detiene un patrimonio stimato nel 2021 in due miliardi di dollari.

## Biografia
Tra il 1997 e il 1999 ha sviluppato il format di uno dei reality show più famosi, il Big Brother, che è stato prodotto dalla sua società, la John de Mol Produkties. Ha inoltre prodotto programmi come Love Letters, 1 contro 100 e Affari tuoi. In seguito lascia Endemol e forma una nuova azienda, Talpa Media Holding.
Nel 2010 ha lanciato il talent show canoro The Voice of Holland che ha avuto un incredibile successo nei Paesi Bassi, e poi anche nei Paesi che hanno acquistato il format. In questo programma i vari concorrenti cantano di fronte ad una giuria "bendata" che deve giudicare soltanto la voce e non essere influenzata da nient'altro. Tra le versioni più popolari c'è quella statunitense. The Voice America, partito il 27 aprile 2011 sulla NBC, ha registrato oltre undici milioni di telespettatori nella sua prima messa in onda, e tra i giudici ha quattro star internazionali: Cee Lo Green, Christina Aguilera, Adam Levine e Blake Shelton.

## Vita privata
È stato sposato dal 1976 al 1980 con l'attrice e cantante Willeke Alberti. Con lei ha avuto un figlio, l'attore Johnny de Mol.
Sua sorella è la conduttrice tv Linda de Mol.